# Andro Knego
Andrija "Andro" Knego (né le 21 octobre 1956 à Dubrovnik dans la République socialiste de Croatie en ex-Yougoslavie) est un ancien joueur yougoslave de basket-ball, évoluant au poste de pivot.